# Helsingfors universitet
Helsingfors universitet (finska: Helsingin yliopisto), tidigare Kungliga Akademien i Åbo, Kejserliga Akademien i Åbo och Kejserliga Alexander-universitetet i Finland, är med drygt 32 000 studerande det största universitetet i Finland.
Helsingfors universitet har ett högt anseende internationellt. Åren 2017 rankades universitetet högt på flera internationella ranking-listor: 56:e i Shanghai-rankingen, 90:e i Times Higher Education och 81:sta i Taiwan-rankingen. År 2016 rankade Times Higher Education universitetet som det 28:e bästa i Europa.
Universitetet är tvåspråkigt, men större delen av kurserna ges på finska. Av de studerande är ca 6,5 procent svenskspråkiga. För den svenska undervisningen skall det enligt lag finnas minst 28 professorstjänster vid Helsingfors universitet. För vissa ämnen finns kvoter för svenskspråkiga studerande. För akademiska studier på svenska i Finland finns vid sidan av Helsingfors universitet även den helt svenskspråkiga Åbo Akademi.

## Historia
Universitetets historia går tillbaka till 1640, då det grundlades i Åbo med namnet Kungliga Akademien i Åbo (lat. Regia Academia Aboensis). Akademien var det tredje universitetet i svenska riket efter Uppsala universitet och Academia Gustaviana i Tartu (nuvarande Tartu universitet). Akademien fortsatte i Åbo katedralskolas fotspår som östra riksdelens högsta lärosäte. Orsaken till akademiens grundande var att den svenska stormakten vid sidan om regional expansion också ville komma ikapp de anrika europeiska länderna i vetenskapen.
Kungliga Akademien hade fyra fakulteter och undervisningsspråket var latin. Liksom i det övriga europeiska universitetssystemet inledde studenterna studierna vid den filosofiska fakulteten och specialiserade sig sedan vid den teologiska, juridiska eller den medicinska fakulteten. Undervisningen och forskningen vid akademien var starkt knuten till den lutherska teologin och den europeiska humanismen. Universitetets uppgift var främst att utbilda präster, tjänstemän, läkare och officerare. Under stormaktstiden hade Kungliga Akademien ungefär 250 studenter.
Efter finska kriget 1808–1809 och storfurstendömet Finlands avträdande till Ryssland gavs universitetet 1809 det nya namnet Kejserliga Akademien i Åbo. Efter Åbo brand flyttades universitetet efter kejserligt ryskt påbud (1827) till Helsingfors 1828 och fick då namnet Kejserliga Alexanders Universitetet i Finland. Universitetet fungerade i drygt fyra år i tillfälliga utrymmen i Helsingfors, tills den präktiga nya huvudbyggnaden som ritats av den tyske arkitekten Carl Ludvig Engel kunde tas i bruk 1832. Universitetets viktigaste uppgift blev att utbilda tjänstemän för storfurstendömets behov.
Kejserliga Alexanders Universitetet var administrativt direkt underställt kejsaren, vilket betydde att varken Finlands senat eller generalguvernör hade makt över universitetet. Den högsta makten vid universitetet tillföll kanslern. Från och med 1816 tillföll kanslersämbetet den ryska kronprinsen, men i praktiken var det en ceremoniell ställning. Kanslerns uppgifter sköttes i praktiken av vicekanslern som till en början ofta var en meriterad officer, men från och med 1870-talet en av universitetets professorer.
Universitetet blev ett humboldtskt vetenskaps- och bildningssamfund, där man tillämpade vetenskapliga metoder för att studera människan och naturen. Forskningen vid universitetet utvecklades på 1800-talet från samlingsfokuserad mot empirisk och analytisk forskning, vilket ledde till specialisering och inrättande av nya läroämnen, speciellt under andra hälften av 1800-talet. Universitetet var det nationella livets centrum och bidrog därigenom till uppkomsten av staten Finland och utvecklingen av den finländska identiteten. De finländska stormännen J.V. Snellman, J. L. Runeberg, E. Lönnrot och Z. Topelius verkade alla vid universitetet.
När Finland hade blivit självständigt antogs det nuvarande namnet Helsingfors universitet (1919). Universitetet fortsatte ha en central roll i byggandet av finskheten, och därmed nationalstaten Finland och efter andra världskriget även välfärdssamhället. Professorerna och forskarna vid universitetet var viktiga aktörer i landets ekonomiska utveckling och den ökande internationella samarbetet. Många av dem deltog också aktivt i politiken och olika jämställdhetsprojekt. Forskningen vid Helsingfors universitet nådde på 1900-talet en europeisk toppnivå inom många områden.

## Fakulteter

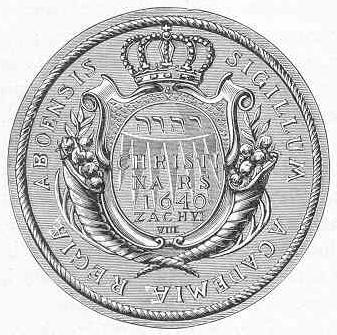
Kungliga Akademiens i Åbo sigill.

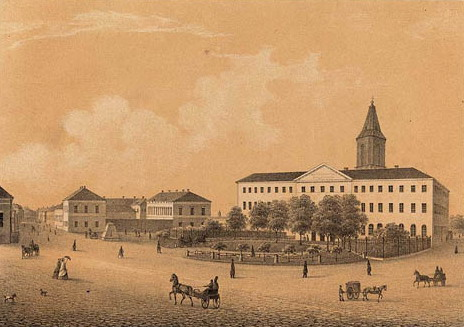
Kejserliga akademien i Åbo efter branden 1827.

Universitetet består av elva fakulteter:
- teologiska fakulteten (gr. 1640)
- juridiska fakulteten (gr. 1640)
- medicinska fakulteten (gr. 1640)
- humanistiska fakulteten (gr. 1640 som filosofiska fakulteten, uppdelad 1852 i två: historisk-filologiska sektionen och matematiskt-naturvetenskapliga sektionen; humanistiska fakulteten gr. 1992)
- matematik-naturvetenskapliga fakulteten
- agrikultur-forstvetenskapliga fakulteten (gr. 1896 som sektion inom filosofiska fakulteten; självständig fakultet 1924)
- pedagogiska fakulteten (gr. 1974 som sektion inom filosofiska fakulteten; självständig fakultet 1992)
- statsvetenskapliga fakulteten (gr. 1945)
- veterinärmedicinska fakulteten (gr. 1945 som självständig högskola, inkorporerad i Helsingfors universitet 1995)
- farmaceutiska fakulteten (avskiljd ur matematiskt-naturvetenskapliga fakulteten 2004)
- bio- och miljövetenskapliga fakulteten (avskiljd ur matematiskt-naturvetenskapliga fakulteten 2004)

Förutom dessa fakulteter finns den fristående institutionen Svenska social- och kommunalhögskolan samt flera fristående enheter där bl.a. forskarkollegiet, universitetets försöksdjursenhet samt språkcentrum ingår.

## Ledning

### Kanslern
Den högsta övervakaren av Helsingfors universitet är kanslern. Enligt universitetslagen har universitets kansler till uppgift att främja vetenskaperna och universitetets samverkan med samhället samt bevaka universitetets allmänna intresse och ha tillsyn över verksamheten vid universitetet. Kanslern har rätt att närvara och yttra sig i statsrådet när ärenden som gäller Helsingfors universitet behandlas. Enligt universitetets instruktion beviljar kanslern professors titel och titeln docent. Kanslern leder utredningen vid misstanke om avvikelser från god vetenskaplig sed. I enlighet med arbetsfördelningen som avtalats med universitetets ledning leder kanslern universitetets medelsanskaffning.

### Rektorn
Rektorn leder tillsammans med 3–4 prorektorer universitetets verksamhet och ansvarar för att universitetets uppgifter sköts på ett resultatrikt, ekonomiskt och effektivt sätt. Prorektorerna bistår rektorn i ledningen av universitetet. Rektorn svarar också för att styrelsens beslut verkställs och besluter i sista hand om anställning och uppsägning av personal.

### Styrelsen
Styrelsen är universitets högsta beslutande organ. Styrelsen besluter bland annat om universitetets strategi, styrningsprinciper, verksamhets- och ekonomiplan, budget, val och avsked av rektor, val av kansler, antalet studerande som ska antas till universitetet.
Styrelsen har 13 medlemmar, av vilka sju är representanter för universitetssamfundet och sex är externa medlemmar.

## Universitetsbiblioteket
Universitetet har två bibliotek: Helsingfors universitets bibliotek (grundat 2010) och Finlands nationalbibliotek (fram till 2006 Helsingfors universitetsbibliotek), som innehåller bland annat Adolf Erik Nordenskiölds samling, ett världsminne.

## Byggnader
Totalt verkar universitetet på fyra campus; Centrum, Gumtäkt, Mejlans och Vik. Universitetets huvudbyggnad ligger vid Senatstorget och är ritad av Carl Ludvig Engel.